# 党晴梵
党晴梵（1885年—1966年），初名沄，字晴梵，号待庐，男，陕西合阳人，中国军事人物、政治人物、学者、书法家，曾任陕西省政协副主席。